# 데이라이트 (2013년 영화)
《데이라이트》(네덜란드어: Daglicht)는 2013년 공개된 네덜란드의 영화로, 마리온 파우의 동명 소설을 원작으로 한다.

## 출연

### 주연
- 안젤라 쉬프
- 페자 반 휴에트
- 모니크 밴 드 벤
- 데릭 드 린트

### 조연
- 디스 로머
- 빅토르 로우
- 잡 스피커스
- 릭 니콜렛